# 395 v.Chr.
Het jaar 395 v.Chr. is een jaartal volgens de christelijke jaartelling.

## Gebeurtenissen

### Perzië
- Koning Agesilaüs II van Sparta plundert Lydië en verslaat de Perzen bij Sardis.
- De Perzische satraap Tissaphernes wordt op bevel van Parysatis, de moeder van Cyrus de Jongere in Colossae  in Phrygië geëxecuteerd.

### Griekenland
- Begin van de Korinthische Oorlog: De stadstaten Athene, Thebe, Korinthië en Argos (financieel gesteund door Perzië) sluiten een alliantie.
- Agesilaüs II, steekt met het Spartaanse leger de Hellespont over en trekt Thracië binnen.
- In Boeotië belegert koning Pausanias II de stad Haliartus.
- Slag bij Haliartus: De Spartanen verslaan Thebe, Lysander sneuvelt in de veldslag.
- Pausanias II vlucht naar Sparta en wordt verbannen naar Tegea. Hij wordt opgevolgd door zijn zoon Agesipolis I.

### Italië
- Dionysius de Oudere sticht met 600 Messeniërs uit de Peloponnesos de stad Tyndaris, aan de noordkust van Sicilië.

## Overleden
- Lysander, Spartaans staatsman en vlootvoogd
- Tissaphernes, Perzische satraap van Klein-Azië